# Орман чифлик
 Тази статия е за бившето село на територията на днешен дем Въртокоп, Гърция.  За селото в община Сандански, България, със старо име Орман чифлик, вижте Дамяница.  
Орман чифлик (на гръцки: Δενδρί, Дендри, до 1928 Ορμάν Τσιφλίκ, Орман Цифлик) е бивше село в Егейска Македония, Гърция, разположено на територията на дем Въртокоп в административна област Централна Македония.

## География
Орман чифлик е било разположено северно от село Ризово (Ризон) и южно от Въгени (Севастиана).

## История

### В Османската империя
В XIX век Орман чифлик е малко българско село във Воденска каза на Османската империя. Александър Синве („Les Grecs de l’Empire Ottoman. Etude Statistique et Ethnographique“) в 1878 година пише, че в Орман чифлик (Orman-Tchilfik), Воденска епархия, живеят 78 гърци. В „Етнография на вилаетите Адрианопол, Монастир и Салоника“, издадена в Константинопол в 1878 година и отразяваща статистиката на населението от 1873, Орман чифлик (Orman tchifliq) е посочено като село във Воденска каза с 20 къщи и 75 жители българи. Според статистиката на Васил Кънчов („Македония. Етнография и статистика“) в 1900 година Орманъ чифликъ има 90 жители българи.
По данни на секретаря на Българската екзархия Димитър Мишев („La Macédoine et sa Population Chrétienne“) в 1905 година в Орман чифлик (Orman Tchiflik) има 48 жители българи патриаршисти гъркомани.

### В Гърция
През Балканската война в селото влизат гръцки войски и след Междусъюзическата Орман чифлик остава в Гърция. Боривое Милоевич пише в 1921 година („Южна Македония“), че Орман чифлик (Орман-чифлик) има 5 къщи славяни християни. Селото не се споменава в преброяването от 1928 година. Землището на селото е раздадено на бежански семейства, настанени в Ризово, затова селяните се изселват в околните села.
| Година    | 1913 | 1920 | 1928 | 1940 | 1951 | 1961 | 1971 | 1981 | 1991 | 2001 | 2011 | 2021 |
| --------- | ---- | ---- | ---- | ---- | ---- | ---- | ---- | ---- | ---- | ---- | ---- | ---- |
| Население | 32   | 14   |      |      |      |      |      |      |      |      |      |      |